# Galleria Vedeggio-Cassarate
La galleria Vedeggio-Cassarate è una galleria stradale svizzera che attraversa la periferia settentrionale della città di Lugano. Collega lo svincolo autostradale di Lugano Nord, posto lungo la A2, con i quartieri orientali nella valle del Cassarate. Il tunnel è lungo 2 630 metri, percorso da un traffico bidirezionale che attraversa la collina sovrastanti i comuni di Comano, Cureglia e Porza.

## Inaugurazione
La cerimonia d'inaugurazione si è svolta alla presenza dell'ex sindaco di Lugano Giorgio Giudici, della ex consigliera federale Doris Leuthard (direttrice del Dipartimento federale dell'ambiente, dei trasporti, dell'energia e delle comunicazioni), dell'allora presidente del Consiglio di Stato Marco Borradori (direttore del Dipartimento del territorio del Canton Ticino) e del presidente della Commissione regionale dei trasporti del luganese Giovanni Bruschetti. 
Monsignor Pier Giacomo Grampa, vescovo di Lugano, e Tobias Ulbrich, presidente del Consiglio sinodale della Chiesa evangelica riformata ticinese, hanno benedetto la galleria.
L'apertura è stata accompagnata dalla Filarmonica Medio Vedeggio e dai bambini di "Vivi Lugano". Il taglio del nastro è avvenuto alle 12:01 di fronte a 600 ospiti provenienti da tutta la Svizzera. Prima dell'apertura al traffico, la galleria è stata attraversata dal corteo delle motociclette della Polizia e di auto d'epoca. Il pubblico ha potuto assistere alla cerimonia via radio e via televisione grazie alla Radiotelevisione della Svizzera italiana.

## Curiosità
La galleria non è percorsa dai vari mezzi pubblici della città di Lugano e della periferia, tra cui la TPL SA e le ARL SA.
La Vedeggio-Cassarate è diventata la quinta via di transito per entrare in città, dopo Massagno (2 500 veicoli l'ora), Besso (2 000 veicoli), Paradiso (1 500 veicoli l'ora) e Gandria (con 1 300 veicoli l'ora).
Ogni anno si bruciano nella galleria quasi 2 000 000 di litri di carburante (media 8,0 litri/100 km). La metà rispetto al passato, quando le auto transitavano negli abitati di Comano e Cureglia.

## Galleria d'immagini

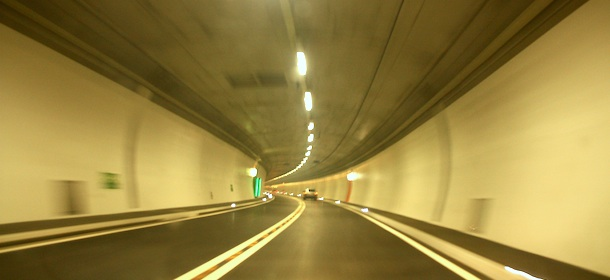
L'interno della galleria
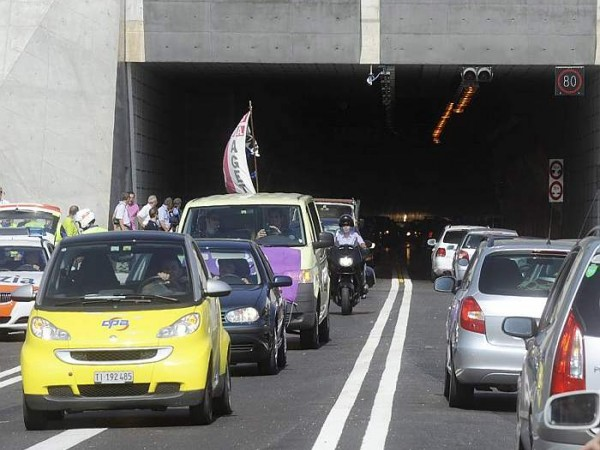
Il portale ovest a Vezia